# Elmer Ambrose Sperry

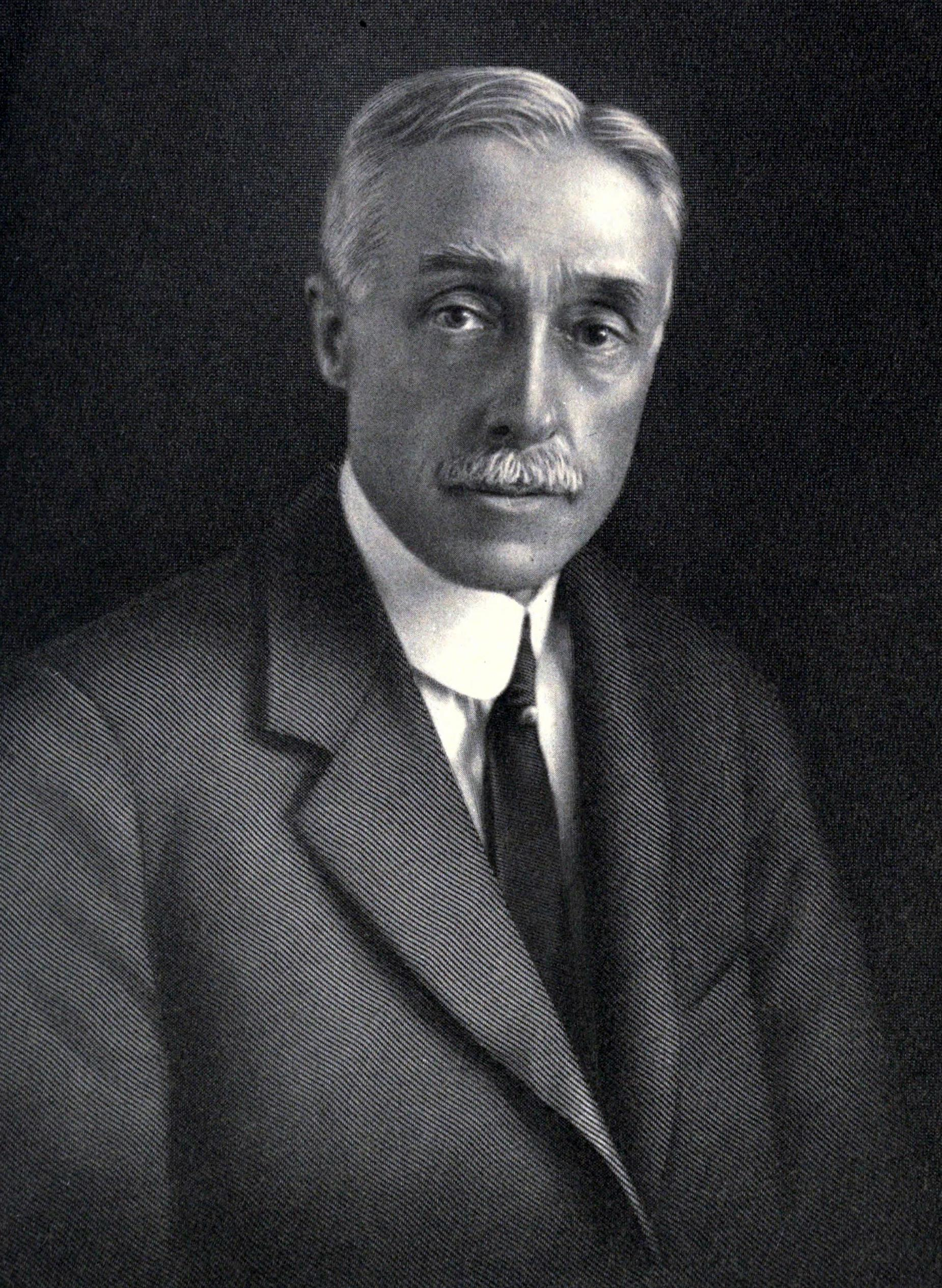
Elmer Ambrose Sperry

Elmer Ambrose Sperry (* 12. Oktober 1860 in Cortland, New York; † 16. Juni 1930 in Brooklyn, New York) war ein US-amerikanischer Erfinder und Geschäftsmann.

## Leben
1880 gründete er in Chicago die Sperry Electric Company, die sich mit der Herstellung von Generatoren und Lichtbogenlampen beschäftigte.
Von 1898 bis 1901 stellte er elektrische Automobile unter dem Markennamen Sperry Cleveland her.
Elmer Sperry gründete 1910 die Sperry Corporation und gilt neben Hermann Anschütz-Kaempfe als einer der Entwickler der ersten verwendbaren Kreiselkompasse. Sein Kreiselkompass wurde 1911 erstmals von der US-Marine eingesetzt. Insgesamt erhielt er auf einem weiten technischen Gebiet 360 Patente. 1925 wurde er in die National Academy of Sciences gewählt.
Sein Sohn Lawrence Sperry beschäftigte sich ebenfalls mit der Kreiselkompasstechnik.